# 哈森傑斯科納 (馬里蘭州)
哈森傑斯科納（英語：Hassengers Corner）是位於美國馬里蘭州肯特縣的一個非建制地區。

## 地理
哈森傑斯科納所處的海拔為高於海平面11米（即36英呎），而該地所採用的時區為UTC-5，即北美东部時區（EST）。同時該地設有夏令時間，為UTC-5調快一小時，即UTC-4（EDT）。